# 羅貝亞斯卡鄉
45°9′30″N 27°8′10″E / 45.15833°N 27.13611°E
羅貝亞斯卡鄉（羅馬尼亞語：Comuna Robeasca, Buzău），是羅馬尼亞的鄉份，位於該國東南部，由布澤烏縣負責管轄，面積26平方公里，海拔高度57米，2007年人口1,209，人口密度每平方公里46人。